# Szuwar turzycy tunikowej
Zespół turzycy tunikowej, szuwar turzycy tunikowej (Caricetum appropinquatae) — zespół roślinności wodno-błotnej budowany głównie przez turzycę tunikową. Zaliczany do związku szuwarów wielkoturzycowych Magnocaricion (klasa Phragmitetea), choć niektórzy włączają go do klasy młak niskoturzycowych Scheuchzerio-Caricetea nigrae.

## Charakterystyka
Szuwar niski zajmujący podmokłe siedliska lądowe — najczęściej brzegi rzek, w pewnym oddaleniu od koryta, czasem na brzegach mis jeziornych. Tworzy torfowisko niskie o strukturze kępowej. W dolinach pomiędzy kępami turzycy tunikowej woda może okresowo wysychać lub stale występować na powierzchni. Odczyn gleby kwaśny lub obojętny. Podłoże torfowe. Wczesne stadia charakteryzuje większa wilgotność,  następne — wypłycanie dolin przez mchy i większy udział roślin łąkowych. Często sąsiaduje z szuwarem turzycy sztywnej Caricetum elatae, zajmując tereny nieco wyższe i na krócej zalewane. W sukcesji przechodzi w wilgotne łąki Molinio-Arrenatheretea, zwłaszcza na żyźniejszych siedliskach nadrzeczych lub inne rodzaje torfowisk i  turzycowisk (młaki), zwłaszcza na uboższych siedliskach nadjeziornych, rzadziej w łozowiska. Odgrywa dużą rolę w lądowaceniu zbiorników.
Występowanie
Zespół nawiązuje do zbiorowisk subborealnych, więc mimo że jest rozpowszechniony w całej Polsce, częstszy jest w jej części północnej i  wschodniej.
Charakterystyczna kombinacja gatunków
ChAss. : turzyca tunikowa (Carex appropinquata), według niektórych również gorysz błotny (Peucedanum palustre).
ChCl. : żabieniec babka wodna (Alisma plantago-aquatica), ponikło błotne (Eleocharis palustris), skrzyp bagienny (Equisetum fluviatile), manna mielec (Glyceria maxima), trzcina pospolita (Phragmites australis), szczaw lancetowaty (Rumex hydrolapathum), oczeret Tabernemontana (Schoenoplectus tabernaemontani), marek szerokolistny (Sium latifolium), pałka szerokolistna (Typha latifolia).
ChAll. : turzyca błotna (Carex acutiformis), turzyca tunikowa (Carex appropinquata), turzyca Buxbauma (Carex buxbaumii), turzyca dwustronna (Carex disticha), turzyca zaostrzona (Carex acuta), turzyca sztywna (Carex elata), turzyca prosowa (Carex paniculata), turzyca nibyciborowata (Carex pseudocyperus), turzyca brzegowa (Carex riparia), turzyca dzióbkowata (Carex rostrata), turzyca pęcherzykowata (Carex vesicaria), turzyca lisia (Carex vulpina), szalej jadowity (Cicuta virosa), kłoć wiechowata (Cladium mariscus), przytulia błotna (Galium palustre), kosaciec żółty (Iris pseudacorus), tojeść bukietowa (Lysimachia thyrsiflora), kropidło piszczałkowate (Oenanthe fistulosa), gorysz błotny (Peucedanum palustre), mozga trzcinowata (Phalaris arundinacea), wiechlina błotna (Poa palustris), jaskier wielki (Ranunculus lingua), tarczyca pospolita (Scutellaria galericulata).
Typowe gatunki
Charakterystyczna kombinacja gatunków zbiorowiska ma znaczenie dla diagnostyki syntaksonomicznej, jednak nie wszystkie na nią się składające gatunki występują często. Dominantem jest turzyca tunikowa. Inne częściej występujące gatunki to: przytulia błotna, turzyca dzióbkowata, skrzyp bagienny, gorysz błotny, karbieniec pospolity, tarczyca pospolita, trzcina pospolita, tojeść bukietowa, turzyca sztywna, wiechlina błotna, turzyca zaostrzona, firletka poszarpana, Acrocladium cuspidatum, siedmiopalecznik błotny, tojeść pospolita, turzyca pospolita, kostrzewa czerwona, wiązówka błotna i wierzba szara.